# Referéndum de Italia de 2016
Un referéndum sobre la extracción de petróleo y gas natural se llevó a cabo en Italia el 17 de abril de 2016.
La participación fue del 31,2 %, con lo cual no se alcanzó el 50 % necesario para que el referéndum fuera válido.

## Trasfondo

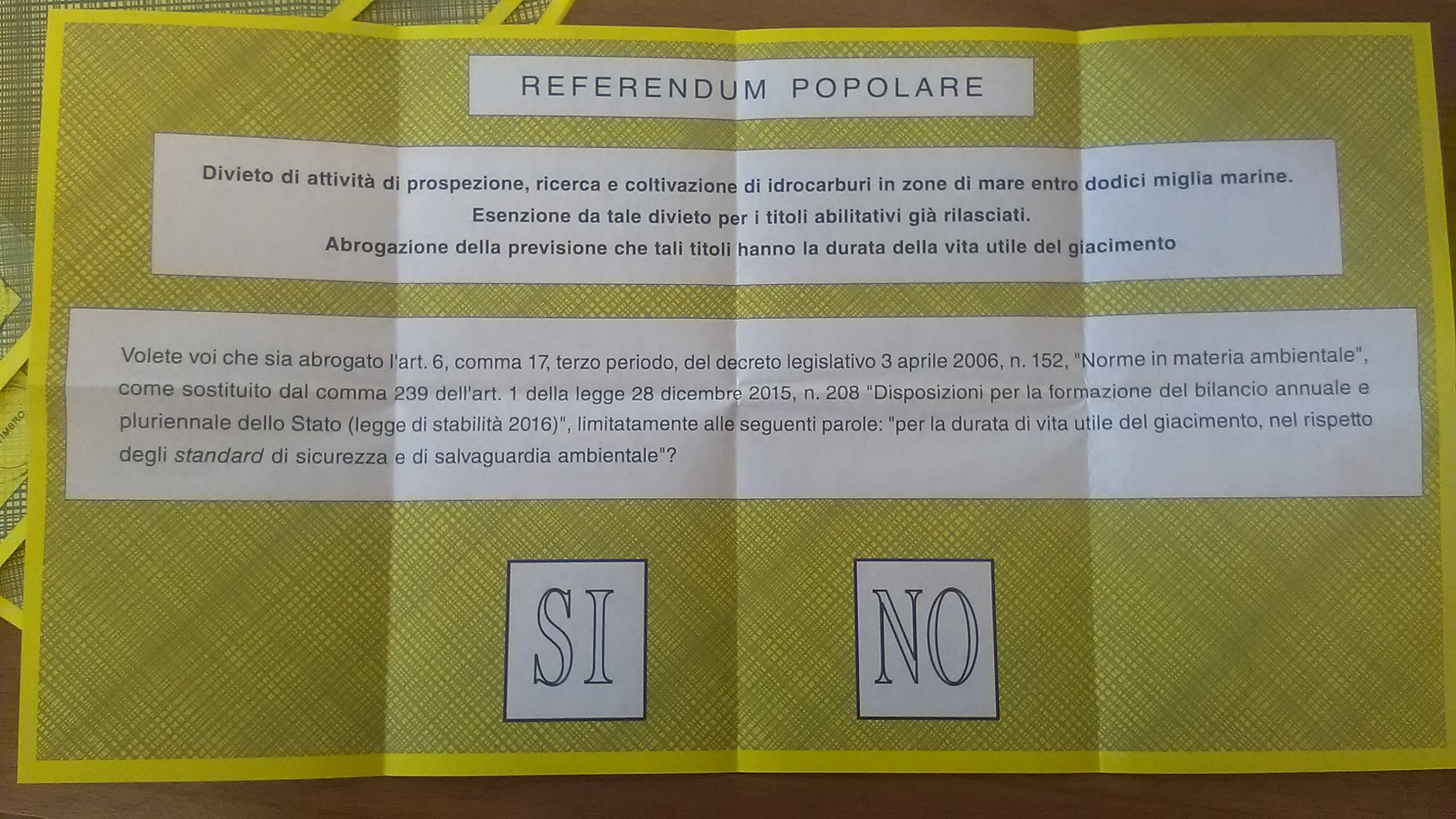
Papeleta utilizada en el referéndum.

El referéndum fue propuesto por varios gobiernos regionales después de que el gobierno nacional aprobase una ley que permite a las petroleras con concesiones de perforación dentro de las 12 millas náuticas de la costa permanecer hasta que las respectivas reservas de petróleo o gas natural se vacíen. El 19 de enero de 2016 el Tribunal Constitucional aprobó el referéndum. El objeto del referéndum es revocar la autorización. Para ello, se requiere una participación de la mayoría del censo y más votos a favor que votos en contra. De triunfar el "Sí", las actuales concesiones de perforación se mantendrán hasta su fecha de finalización y no podrán ser prorrogadas. 
El 12 de febrero el Movimiento 5 Estrellas pidió al presidente Sergio Mattarella retrasar el referéndum hasta junio para permitir que coincidan con las elecciones locales con el fin de aumentar la participación y ahorrar dinero.

## Encuestas de opinión
| Fecha          | Firma encuestante | Cliente                                                                                             | Sí            | No   | Liderazgo |            |      |      |      |
| -------------- | ----------------- | --------------------------------------------------------------------------------------------------- | ------------- | ---- | --------- | ---------- | ---- | ---- | ---- |
| Fecha          | Firma encuestante | Cliente                                                                                             | 9-11 Dec 2015 | Ixè  | Liderazgo | Greenpeace | 72.3 | 27.7 | 44.6 |
| 15–16 Feb 2016 | SWG (traducción)  | Conferencia de los Presidentes de las Asambleas legislativas de las Regiones y Provincias autónomas | 78.0          | 22.0 | 56.0      |            |      |      |      |
| 26 Mar 2016    | Demòpolis         | La7 - Otto e mezzo                                                                                  | 74.0          | 26.0 | 48.0      |            |      |      |      |

Es decir, la mayoría de los encuestados considera que votará por el Sí, lo que significa que expirarán las concesiones dentro de las 12 millas de la costa de explotación de gas y petróleo actuales.

## Resultados
| Opción                          | Votos      | %    |
| ------------------------------- | ---------- | ---- |
| Sí                              | 13 334 764 | 85,8 |
| No                              | 2 198 805  | 14,2 |
| Votos en blanco y nulos         | 273 219    | –    |
| Total                           | 15 806 788 | 100  |
| Registrados/Participación       | 50 675 406 | 31,2 |
| Fuente: Ministerio del Interior |            |      |